# Nick Bjugstad
Nicholas Jay "Nick" Bjugstad, född 17 juli 1992 i Blaine i Minnesota, är en amerikansk professionell ishockeyforward som spelar för Utah Hockey Club i National Hockey League (NHL).
Han har tidigare spelat för Florida Panthers, Pittsburgh Penguins Minnesota Wild, Arizona Coyotes och Edmonton Oilers i NHL och Minnesota Golden Gophers i National Collegiate Athletic Association (NCAA).

## Spelarkarriär

### NHL

#### Florida Panthers
Han draftades i första rundan i 2010 års draft av Florida Panthers som 19:e spelare totalt.

#### Pittsburgh Penguins
Den 1 februari 2019 trejdades Bjugstad till Pittsburgh Penguins tillsammans med Jared McCann, i utbyte mot Derick Brassard, Riley Sheahan, ett draftval i andra rundan 2019 och två draftval i fjärde rundan samma år.

#### Minnesota Wild
Den 11 september meddelades att Bjugstad trejdats till Minnesota Wild i utbyte mot ett draftval.

## Statistik
| 2007–2008   | Blaine Bengals               |             | 24  | 6   | 14  | 20  | 10  | 3  | 2 | 1 | 3 | 2  |
| 2008–2009   | Blaine Bengals               |             | 25  | 26  | 25  | 51  | 20  | 3  | 1 | 2 | 3 | 2  |
| 2009–2010   | Blaine Bengals               |             | 25  | 29  | 31  | 60  | 24  | 5  | 6 | 3 | 9 | 2  |
|             | Team Twin Cities Orthopedics |             | 23  | 13  | 8   | 21  | 18  | —  | — | — | — | —  |
|             | U.S. National U18 Team       |             | 4   | 0   | 0   | 0   | 0   | —  | — | — | — | —  |
| 2010–2011   | Minnesota Golden Gophers     | NCAA        | 29  | 8   | 12  | 20  | 51  | —  | — | — | — | —  |
| 2011–2012   | Minnesota Golden Gophers     | NCAA        | 40  | 25  | 17  | 42  | 28  | —  | — | — | — | —  |
| 2012–2013   | Florida Panthers             | NHL         | 11  | 1   | 0   | 1   | 2   | —  | — | — | — | —  |
|             | Minnesota Golden Gophers     | NCAA        | 40  | 21  | 15  | 36  | 28  | —  | — | — | — | —  |
| 2013–2014   | Florida Panthers             | NHL         | 76  | 16  | 22  | 38  | 16  | —  | — | — | — | —  |
| 2014–2015   | Florida Panthers             | NHL         | 72  | 24  | 19  | 43  | 38  | —  | — | — | — | —  |
| 2015–2016   | Florida Panthers             | NHL         | 67  | 15  | 19  | 34  | 41  | 5  | 2 | 2 | 4 | 2  |
| 2016–2017   | Florida Panthers             | NHL         | 54  | 7   | 7   | 14  | 22  | —  | — | — | — | —  |
| 2017–2018   | Florida Panthers             | NHL         | 82  | 19  | 30  | 49  | 41  | —  | — | — | — | —  |
| 2018–2019   | Florida Panthers             | NHL         | 32  | 5   | 7   | 12  | 16  | —  | — | — | — | —  |
|             | Pittsburgh Penguins          | NHL         | 32  | 9   | 5   | 14  | 14  | 4  | 0 | 0 | 0 | 2  |
| 2019–2020   | Pittsburgh Penguins          | NHL         | 13  | 1   | 1   | 2   | 8   | —  | — | — | — | —  |
| 2020–2021   | Minnesota Wild               | NHL         | 44  | 6   | 11  | 17  | 17  | 6  | 1 | 0 | 1 | 2  |
| 2021–2022   | Minnesota Wild               | NHL         | 57  | 7   | 6   | 13  | 20  | —  | — | — | — | —  |
| 2022–2023   | Arizona Coyotes              | NHL         | 59  | 13  | 10  | 23  | 26  | —  | — | — | — | —  |
|             | Edmonton Oilers              | NHL         | 19  | 4   | 2   | 6   | 8   | 12 | 3 | 0 | 3 | 16 |
| 2023–2024   | Arizona Coyotes              | NHL         | 76  | 22  | 23  | 45  | 59  | —  | — | — | — | —  |
| 2024–2025   | Utah Hockey Club             | NHL         | 2   | 0   | 0   | 0   | 2   | —  | — | — | — | —  |
| NHL totalt  | NHL totalt                   | NHL totalt  | 696 | 149 | 162 | 311 | 330 | 27 | 6 | 2 | 8 | 22 |
| NCAA totalt | NCAA totalt                  | NCAA totalt | 109 | 54  | 44  | 98  | 107 | —  | — | — | — | —  |

### Internationellt
| Källa: Uppdaterad: 2024-10-29 | Källa: Uppdaterad: 2024-10-29 | Källa: Uppdaterad: 2024-10-29 |         | Utv = Utvisningsminuter | Utv = Utvisningsminuter | Utv = Utvisningsminuter | Utv = Utvisningsminuter | Utv = Utvisningsminuter |
| År                            | Lag                           | Mästerskap                    | Matcher | Mål                     | Assists                 | Poäng                   | Utv                     |                         |
| ----------------------------- | ----------------------------- | ----------------------------- | ------- | ----------------------- | ----------------------- | ----------------------- | ----------------------- | ----------------------- |
| 2011                          | USA                           | JVM                           | 6       | 2                       | 2                       | 4                       | 0                       |                         |
| 2012                          | USA                           | JVM                           | 6       | 4                       | 2                       | 6                       | 0                       |                         |
| 2013                          | USA                           | VM                            | 10      | 0                       | 2                       | 2                       | 0                       |                         |
| 2017                          | USA                           | VM                            | 8       | 1                       | 3                       | 4                       | 4                       |                         |
| Junior totalt                 | Junior totalt                 | Junior totalt                 | 12      | 6                       | 4                       | 10                      | 0                       |                         |
| Senior totalt                 | Senior totalt                 | Senior totalt                 | 18      | 1                       | 5                       | 6                       | 4                       |                         |

## Privat
Han är brorson till Scott Bjugstad.